# William Keighley
William Jackson Keighley (Filadélfia, Pensilvânia, 4 de agosto de 1889 – Nova Iorque, Nova Iorque, 24 de junho de 1984) foi um cineasta dos Estados Unidos.

## Carreira
Keighley iniciou sua vida artística como ator na Broadway, na década de 1920. Com a chegada do cinema sonoro, mudou-se para Hollywood e foi assistente do diretor Michael Curtiz, entre outros. Começou a dirigir em 1932, tendo passado a maior parte de sua carreira na Warner Bros.. Filmou elogiados e populares dramas de gângsteres estrelados pelos maiores nomes do gênero: James Cagney, George Raft, Humphrey Bogart e Edward G. Robinson. Dessa fase, destacam-se G-Men Contra o Império do Crime (G Men, 1935), Balas ou Votos (Bullets or Ballots, 1936) e A Morte me Persegue (Each Day I Die, 1939). Também sofreu reveses, como ter sido despedido das filmagens de As Aventuras de Robin Hood (The Adventures of Robin Hood, 1938), pela falta de empenho.
Em 1942 acertou a mão de novo, com Satã Janta Conosco (The Man Who Came to Dinner), comédia estrelada por Bette Davis. Mais um bom momento foi Rua Sem Nome (The Street with No Name, 1948), outro drama criminal, com Richard Widmark interpretando o vilão. Seu último filme foi Minha Espada, Minha Lei (The Master of Ballantrae, 1953), estrelado por um envelhecido Errol Flynn, com quem já trabalhara várias vezes.
Após deixar o cinema, passou a dedicar-se integralmente ao rádio, outra de suas paixões. A partir de 1955, mudou-se para Paris com sua esposa, a atriz Geneviève Tobin, com quem se casara em 1938 e com quem viveu até falecer de embolia pulmonar.

## Filmografia
Todos os títulos em português referem-se a exibições no Brasil.
- 1932 The Match King; codirigido por Howard Bretherton
- 1933 Mulheres do Mundo (Ladies They Talk About); idem
- 1934 Fácil de Amar (Easy to Love)
- 1934 Diário de um Crime (Journal of a Crime)
- 1934 Mônica (Dr. Monica)
- 1934 Big Hearted Herbert
- 1934 A Princesa da Fuzarca (Kansas City Princess)
- 1934 Babbitt
- 1935 Mary Jane's Pa
- 1935 The Right to Live
- 1935 G-Men Contra o Império do Crime (G Men)
- 1935 Nas Garras da Lei (Special Agent)
- 1935 Estrela da Broadway (Stars Over Broadway)
- 1936 Mais Próximo do Céu (Green Pastures); codirigido por Marc Connelly
- 1936 Canta e Serás Feliz (The Singing Kid)
- 1936 Balas ou Votos (Bullets or Ballots)
- 1937 Porque o Diabo Quis (God's Country and the Woman)
- 1937 O Príncipe e o Mendigo (The Prince and the Pauper)
- 1937 Aprenda a Sorrir (Varsity Show)
- 1938 Segredos de uma Atriz (Secrets of an Actress)
- 1938 As Aventuras de Robin Hood (The Adventures of Robin Hood); codirigido por Michael Curtiz
- 1938 Cadetes do Barulho (Brother Rat)
- 1938 O Vale dos Gigantes (Valley of the Giants)
- 1939 Noivado à Moderna (Yes, My Darling Daughter)
- 1939 A Morte me Persegue (Each Day I Die)
- 1940 Regimento Heróico (The Fighting 69th)
- 1940 Zona Tórrida (Torrid Zone)
- 1940 A Vida É Uma Comédia (No Time for Comedy)
- 1941 Quatro Mães (Four Mothers)
- 1941 A Noiva Caiu do Céu (The Bride Came C.O.D.)
- 1942 Satã Janta Conosco (The Man Who Came to Dinner)
- 1942 Mania de Antiguidade (George Washington Slept Here)
- 1947 Amor de Duas Vidas (Honeymoon)
- 1948 Rua sem Nome (The Street with No Name)
- 1950 Olhando a Morte de Frente (Rocky Mountain)
- 1951 Lágrimas de Mulher (Close to My Heart)
- 1953 Minha Espada, Minha Lei (The Master of Ballantrae)